# Axonopus uninodis
Axonopus uninodis är en gräsart som först beskrevs av Eduard Hackel, och fick sitt nu gällande namn av George Alexander Black. Axonopus uninodis ingår i släktet Axonopus och familjen gräs. Inga underarter finns listade i Catalogue of Life.